# Acht kleine Präludien und Fugen
Die Acht kleinen Präludien und Fugen sind eine Sammlung von acht Orgelwerken, die jeweils aus einem Präludium und einer Fuge bestehen.
Es wurde lange angenommen, dass die Stücke von Johann Sebastian Bach selbst komponiert wurden. Die Werke erhielten deshalb jeweils eine Nummer im Bach-Werke-Verzeichnis (BWV 553–560). Heutzutage wird vermutet, dass die Acht kleinen Präludien und Fugen von einem Schüler J. S.  Bachs komponiert wurden. Einige Experten glauben, dass Johann Tobias Krebs der Komponist sei, auch seinem Sohn Johann Ludwig Krebs werden sie zugeschrieben.
Die Acht kleinen Präludien und Fugen werden häufig im gottesdienstlichen Kontext vorgetragen. Dies liegt zum einen an ihrer geringen Spieldauer von nur wenigen Minuten, und zum anderen daran, dass sie im Vergleich zu anderen Bach-Präludien und Fugen von niedrigem Schwierigkeitsgrad sind.
Die kleinen Präludien und Fugen sind oft ein Teil der Orgelausbildung und wurden vielfach auf Tonträger eingespielt.
In der Reihenfolge nach der Nummer im Bach-Werke-Verzeichnis (BWV) sind dies die folgenden acht Stücke:
1. Präludium und Fuge in C-Dur (BWV 553)
2. Präludium und Fuge in d-Moll (BWV 554)
3. Präludium und Fuge in e-Moll (BWV 555)
4. Präludium und Fuge in F-Dur (BWV 556)
5. Präludium und Fuge in G-Dur (BWV 557)
6. Präludium und Fuge in g-Moll (BWV 558)
7. Präludium und Fuge in a-Moll (BWV 559)
8. Präludium und Fuge in B-Dur (BWV 560)